# Oxacillin
Oxacillin ist ein Antibiotikum aus der Gruppe der β-Lactam-Antibiotika, welches zur Klasse der Isoxazolylpenicilline zählt. Es gehört zu den Penicillinase-resistenten Penicillinen, den sogenannten Staphylokokken-Penicillinen.
Klinischer Wirkungsbereich von Oxacillin sind penicillinasebildende Staphylokokken-Stämme. Hier dient es als Leitantibiotikum. Nosokomiale Infektionen werden jedoch zunehmend durch multiresistente Staphylococcus aureus-Stämme verursacht, man spricht in diesem Falle von Oxacillin-Resistenten-Staphylococcus aureus-Stämmen, kurz ORSA. Gleichbedeutend ist die häufiger verwendete Bezeichnung als Methicillin-resistenter Staphylococcus aureus, kurz MRSA. Hintergrund dieser unterschiedlichen Bezeichnungen ist die Zulassung von Methicillin in den USA und Oxacillin im europäischen Raum.
Weitere penicillinaseresistente Antibiotika sind Cloxacillin, Dicloxacillin, Flucloxacillin und Methicillin, wobei Methicillin heutzutage weder therapeutisch noch für die Testung der Empfindlichkeit eingesetzt wird.

## Handelsnamen
- InfectoStaph (D), Stapenor Salbe ad us.vet. (Rinder) (D)[4])